# Danni Toma
Danni Toma (født Danni Toma Christensen, 15. april 1990 i Aalborg) er en dansk-palæstinensisk rapper, musiker, og sangskriver.
Han er søn af en dansk mor og en palæstinensisk far. Danni Toma udgør en duo, sammen med sin faste producer Noodle.  

## Karriere
Danni Toma debuterede i 2010 med den selvfinancerede EP Søndage og Andet Poetisk Bullshit. Udgivelsen er senere blevet fjernet fra alle streamingtjenester, men blev dengang solgt i 500 eksemplarer, og blev rost for dens originalitet. Ligeledes blev deres anden selvfinanserede EP Januar fjernet . Den udkom i Januar 2011. Samme år, i December,  udgav duoen deres tredje selvfinanseret udgivelse i form af "Rige Mænds Jakkesæt". Ep'en udkom og blev solgt i 1000 eksemplarer  og var startskudet på karrieren. Singlen "Det vil ikke altid være (Sådan her)" røg i rotation på P3.
Året efter medvirkede Danni på både Pato Siebenhaars album "Ca. Lige Her" og Dj Statics roste album "Rolig Under Pres" hvorfra singlen "Går Som En Vinder" udkom. Samme år medvirkede han på begge artisters Danmarks tourne.  
Debutalbummet "Kvinde" udkom til en blandet modtagelse blandt anmeldere i 2013. Denne gang havde de skrevet kontrakt med det københavnske indie-pladeselskab "Fake Diamond Records". Senere i 2015 skrev Politiken om albummet "at det var det mest oversete album i Danmark i 2013".
I 2014 medvirkede Danni Toma på De Eneste Tos andet album "Dobbeltliv" og tog efterfølgende med dem på en Danmarksturné.  
I slutningen af 2015 udkom hans andet album Grå, der modtog stor ros fra kritikerne, og blev bl.a. tildelt 5 stjerner i Gaffa, samt meget flotte ord i både Politiken & Information. Albummet blev desuden nomineret til tre steppeulvepriser i kategorierne, årets album, årets tekstforfatter og årets producer. Samtidig blev albummet nomineret til den prestigefyld pris "Nordic Music Prize 2016" i Oslo. Politiken gav albummet en flot anmeldelse og sagde endevidere om Danni Toma;  
"Danni Toma er en del af kollektivet HvadEvigt, hvor han sammen med blandt andre Lord Siva har gjort Aalborg til det øverste koordinat i et nyt landkort over dansk hiphop, hvor Karl William og Thøger Dixgaard fra aarhuskollektivet Hukaos også regerer."
Danni Toma har samarbejdet med kunstneren Lars Pank om albumcover til Rige Mænds Jakkesæt.
Efter fire år uden udgivelser, udgav Danni i 2019, EPen 'Dagene Efter' på det københavnske indielabel MØS MØS. 
Året efter i 2020 udgav han en opfølgende EP - Amourøs, på samme label.

## Diskografi

### EP'er
- 2010 - Søndage Og Andet Poetisk Bullshit (Utilgængelig)
- 2011 - Januar (Utilgængelig)
- 2011 - Rige Mænds Jakkesæt
- 2019 - EP 1 - Dagene Efter
- 2020 - EP 2 - Amourøs

### Albums
- 2013 - Kvinde
- 2015 - Grå